# Stebnyk
Stebnyk (ukrajinsky Стебник; rusky Стебник – Stěbnik; polsky Stebnik) je město ve Lvovské oblasti na Ukrajině. Leží osm kilometrů jihovýchodně od Drohobyče a čtyři kilometry severovýchodně od Truskavce. V roce 2011 v něm žilo přes jednadvacet tisíc obyvatel.

## Dějiny
V období mezi první světovou válkou a druhou světovou válkou byl Stebnyk součástí druhé Polské republiky, v rámci které patřil do Lvovského vojvodství.
Město je známé jedním z největších ložisek draselných solí na Ukrajině. Po ekologické katastrofě v roce 1983, kdy došlo k protržení hráze odpadní nádrže a rozsáhlé kontaminaci vody v řece Dněstr a okolí, byla těžba zastavena.